# Hayden Howard
John Hayden Howard (geboren am 19. Dezember 1925 in Santa Barbara, Kalifornien; gestorben am 23. Oktober 2014 ebenda) war ein amerikanischer Science-Fiction-Autor. Sein einziger Roman The Eskimo Invasion (1967) wurde 1968 für den Nebula Award nominiert. Die zugrundeliegende Kurzgeschichte gleichen Titels war für den Hugo und den Nebula Award nominiert.

## Leben
Hayden wurde im Cottage Hospital von Santa Barbara geboren, besuchte die Santa Barbara High, studierte an der UCLA und der UCSB und unterrichtete an der Jefferson Elementary School in Santa Barbara. Er war verheiratet mit Jillian Pearce Winslow, mit der er vier Kinder hatte.
1952 veröffentlichte er eine erste Science-Fiction-Kurzgeschichte It in dem Magazin Planet Stories. Insgesamt erschienen 19 Kurzgeschichten Howards.
Der Roman The Eskimo Invasion ist ein Fix-up aus sieben Erzählungen (Death and Birth of the Angakok, The Eskimo Invasion, Who Is Human?, Too Many Esks, The Modern Penitentiary, Our Man in Peking, The Purpose of Life), die zuvor von 1965  bis 1967 in dem Science-Fiction-Magazin Galaxy erschienen waren. Darin geht es um die Esks, eine durch außerirdischen Einfluss aus den kanadischen Inuit (im Roman als Eskimos bezeichnet) geschaffene neue Menschenart, die zu sehr schneller Vermehrung fähig ist, wodurch ein Überbevölkerungsproblem entsteht.

## Bibliografie
Roman
- The Eskimo Invasion (1967)

Kurzgeschichten
- It (1952)
- The Luminous Blonde (1952)
- The Ethic of the Assassin (1953)
- The Un-Reconstructed Woman (1953)
- Murder Beneath the Polar Ice (1960)
- Gremmie's Reef (1964)
- Death and Birth of the Angakok (1965)
- The Eskimo Invasion (1966)
- Who Is Human? (1966)
- Too Many Esks (1966)
- The Modern Penitentiary (1966)
- Our Man in Peking (1967)
- The Purpose of Life (1967)
- Beyond Words (1968)
- Kendy’s World (1969)
- Tomorrow Cum Laude (1969)
- The Biggest Oil Disaster (1970)
- Oil-Mad Bug-Eyed Monsters (1970)
- To Grab Power (1971)